# La mia Africa (film)
La mia Africa (Out of Africa) è un film del 1985 diretto da Sydney Pollack, ispirato all'omonimo romanzo autobiografico di Karen Blixen. Meryl Streep interpreta Blixen, mentre Robert Redford impersona Denys Finch-Hatton, un cacciatore con cui Karen Blixen vive una romantica storia d'amore. La pellicola è stata candidata a undici premi Oscar, vincendone sette.

## Trama
All'approssimarsi della Prima guerra mondiale la giovane Karen, vedendo deluse le sue speranze riguardo a un futuro con il proprio amante, parte per il Kenya per raggiungere e sposarne il fratello, il barone Bror Blixen, basandosi sul loro rapporto di amicizia e su presunti obiettivi condivisi, come quello di avviare una fattoria per la produzione di latte in Africa. Durante il viaggio conosce Denys Finch Hatton, un cacciatore che vive a stretto contatto con la natura e gli indigeni.
Arrivata alla fattoria, scopre con delusione che il marito ha invece avviato una piantagione di caffè, pianta inadatta alle altitudini dell'altopiano N'gon. Tuttavia, con il passare dei giorni, Karen si affeziona sempre di più alla sua fattoria, ai domestici (primo fra tutti Kamante), ai Kikuyu che coltivano la piantagione, all'atmosfera e ai paesaggi africani. Durante un'uscita solitaria per una battuta di caccia Karen si trova di fronte una leonessa, ma viene salvata da Denys, giunto in quel momento nella zona per farle visita insieme a un amico.
Allo scoppio della prima guerra mondiale Bror Blixen parte con gli altri coloni verso il confine. Un giorno manda alla moglie una richiesta di aiuto, pregandola di portare provviste e medicinali al suo accampamento. Karen inizia così un lungo viaggio insieme a Kamante e ad alcuni Kikuyu attraverso il deserto, rendendosi conto durante il tragitto di amare davvero il marito. Tornata a casa, però, scopre di essere affetta da sifilide, grave malattia contratta dal marito donnaiolo. Torna quindi in Europa per sottoporsi alle cure necessarie, ma, a guarigione avvenuta, scopre di non potere più avere figli. Decide così di dedicarsi ai bambini del posto, permettendo loro di imparare a leggere.
Dopo circa due anni Karen ritorna in Kenya e, all'ennesima scappatella di Bror, lo caccia di casa. Denys, intanto, la invita a un safari per mostrarle la bellezza della natura selvaggia. I due si innamorano, ma lui è uno spirito libero e, pur rimanendole fedele, sente il bisogno frequente di allontanarsi e viaggiare di continuo con il proprio aereo. Le sue ripetute assenze alla lunga stancano e logorano Karen, che invece vorrebbe sposarsi, e così i due si lasciano.
Poco tempo dopo la piantagione di caffè viene distrutta da un incendio, perciò Karen, investito e perso tutto il denaro nel progetto, è costretta a preparare la partenza per rientrare in Danimarca. Volendo però assicurare agli amati Kikuyu un posto dove possano continuare a vivere, si rivolge al nuovo governatore britannico della colonia, arrivando a supplicarlo in ginocchio per ottenere il suo aiuto. Il gesto richiama l'attenzione di tutti i presenti al ricevimento, ma anche un generale imbarazzo: è la moglie del governatore che, colpita dalla disperazione di Karen, le promette il suo appoggio. Nella stessa occasione Karen rivede Denys, giunto a cercarla dopo avere appreso della distruzione della fattoria.
Karen mette in vendita all'asta i propri mobili per pagarsi il viaggio di ritorno in Europa. Denys va nuovamente a trovarla e le confessa che aveva ragione lei su tutto. Salutando Karen, circondata dalle stanze ormai vuote della sua casa, Denys le promette che tornerà. Il giorno stabilito arriva invece Bror, con la notizia che Denys, precipitando con il suo aereo, è appena morto. I suoi resti vengono sepolti su una collina che domina l'altopiano circostante, e durante il rito funebre Karen legge a commemorazione dell'amato una poesia.
Qualche tempo dopo il suo rientro in Europa Karen riceve una lettera in cui alcuni amici le dicono che la tomba di Finch Hatton è divenuta un luogo di ritrovo per una coppia di leoni e che il terreno circostante, spianato, è diventato simile a una terrazza, da dove è possibile ammirare tutto il paesaggio.

## Produzione
Il film racconta la storia come una serie di sei episodi vagamente collegati della vita di Karen, intervallati dalla sua narrazione. Le ultime due narrazioni — la prima, una riflessione sulle esperienze di Karen in Kenya, e la seconda, una descrizione della tomba di Finch Hatton — sono state tratte dal suo libro Out of Africa, mentre le altre sono state scritte per il film in imitazione del suo stile di scrittura molto lirico. Il ritmo del film è spesso piuttosto lento, a riflettere il libro di Blixen, "Ai nativi non piace la velocità, come a noi non piace il rumore..."
Klaus Maria Brandauer fu l'unica scelta del regista Sydney Pollack per il ruolo di Bror Blixen, tanto da avere difficoltà nel trovare un sostituto quando sembrò che gli impegni di Brandauer gli impedissero di partecipare. Robert Redford divenne Finch Hatton, dato che Pollack riteneva che Redford possedesse un fascino che nessun attore britannico avrebbe potuto trasmettere. Meryl Streep ottenne il ruolo presentandosi al suo incontro con il regista con una camicetta scollata e un reggiseno push-up, poiché Pollack aveva inizialmente pensato che l'attrice non avesse abbastanza sex appeal per il ruolo. Prima che il ruolo venisse assegnato a Meryl Streep, quello di Karen Blixen era stato offerto ad Audrey Hepburn.

## Accoglienza
I proventi della prima serata di programmazione del film furono devoluti a due organizzazioni non governative, AMREF e African Wildlife Foundation, operanti in Africa rispettivamente nel settore della sanità e della difesa dell'ambiente.
Gli incassi totali sono stati di 227 milioni nel mondo, di cui oltre 87 negli Usa. Il budget per la realizzazione è stato di 31 milioni di dollari. Il film è uscito negli Usa il 18 dicembre 1985.

## Curiosità
- Il film viene menzionato insieme a un'altra pellicola, 9 settimane e ½, nella canzone Questa insostenibile leggerezza dell'essere di Antonello Venditti.

## Differenze rispetto al romanzo
La trama del film presenta diverse discrepanze rispetto a quella del romanzo.
Nel film  non si fa riferimento ad eventi vissuti da Blixen come alcune sparatorie locali e i suoi racconti sull'esercito tedesco. Nel film sono minimizzate anche le dimensioni della sua fattoria di 4.000 acri (16 km² ), che aveva 800 lavoratori Kikuyu e un carro da 18 buoi. Nel film viene mostrato che Karen possiede un solo cane quando in realtà aveva due cani simili di nome Dawn e Dusk.
Il film si prende anche alcune libertà con la storia d'amore di Denys e Karen. Nel film si sono incontrati in pianura, quando in realtà, si sono incontrati durante un circolo di caccia. Non viene neanche menzionato che Denys è stato fuori dal Kenya per due anni per un incarico militare in Egitto. Denys ha iniziato a volare e ha iniziato a fare safari dopo essersi trasferito con Karen. Il film non fa riferimento neanche a Karen che era rimasta incinta del figlio di Finch Hatton ma ha dovuto subire un aborto spontaneo. Inoltre, Denys era un aristocratico inglese, ma questo fatto non è stato menzionato quando fu scelto Robert Redford, un attore statunitense che aveva precedentemente lavorato con Pollack. Quando Redford ha firmato il contratto per il ruolo, lo ha fatto pienamente con l'intenzione di interpretarlo come inglese. Pollack, tuttavia, sentiva che un accento  britannico avrebbe distratto il pubblico dalla trama e ha detto a Redford di usare il suo vero accento. Per questo, Redford ha dovuto registrare nuovamente alcune delle sue battute delle prime riprese, in cui parlava ancora con un accento britannico.
Le scene all'inizio del film mostrano la ferrovia principale, che va da Mombasa a Nairobi, mentre viaggia attraverso la Rift Valley del Kenya, sul ripido lato posteriore delle attuali colline Ngong . Tuttavia, il vero binario ferroviario si trova sul lato più alto e opposto delle colline Ngong. L'autovettura era in realtà una piccola combinazione ufficio/dormitorio che era stata originariamente utilizzata dai supervisori durante la costruzione della ferrovia dell'Uganda e non si fa neanche riferimento che da quell'auto, un uomo fu aggredito e ucciso da una leonessa.

## Colonna sonora
La musica per Out of Africa fu composta e diretta dal veterano compositore inglese John Barry. La colonna sonora includeva anche brani esterni, come il secondo movimento del Concerto per clarinetto di Mozart e canzoni tradizionali africane. Questa colonna sonora gli valse un Oscar come Miglior Colonna Sonora Originale e si posiziona al quindicesimo posto nella lista delle 25 migliori colonne sonore americane stilata dall'American Film Institute.
Il primo album della colonna sonora fu pubblicato attraverso MCA Records nel 1985 e comprendeva 12 tracce per una durata complessiva di poco più di trentatré minuti. Nel 1987 fu rilasciata un'edizione speciale che includeva la canzone "The Music of Goodbye (Love Theme)" eseguita da Melissa Manchester e Al Jarreau. Nel 1997, una riedizione diretta da Joel McNeely e interpretata dalla Royal Scottish National Orchestra fu pubblicata tramite Varèse Sarabande, comprendendo 18 tracce per una durata totale di poco meno di trentanove minuti.
Nel 2024, Intrada Records ha pubblicato un'espansione su 2 CD contenente la colonna sonora completa, versioni alternative, musica sorgente e l'album colonna sonora originale del 1985.

## Riconoscimenti
- 1986 - Premio Oscar
  - Miglior film a Sydney Pollack
  - Miglior regista a Sydney Pollack
  - Miglior sceneggiatura non originale a Kurt Luedtke
  - Migliore fotografia a David Watkin
  - Migliore scenografia a Stephen B. Grimes
  - Miglior sonoro a Chris Jenkins, Gary Alexander, Larry Stensvold e Peter Handford
  - Miglior colonna sonora a John Barry
  - Candidatura per la miglior attrice a Meryl Streep
  - Candidatura per il miglior attore non protagonista a Klaus Maria Brandauer
  - Candidatura per i migliori costumi a Milena Canonero
  - Candidatura per il miglior montaggio a Fredric Steinkamp, William Steinkamp, Pembroke J. Herring e Sheldon Kahn
- 1986 - Golden Globe
  - Miglior film drammatico
  - Miglior attore non protagonista a Klaus Maria Brandauer
  - Miglior colonna sonora a John Barry
  - Candidatura per il miglior regista a Sydney Pollack
  - Candidatura per la miglior attrice in un film drammatico a Meryl Streep
  - Candidatura per la miglior sceneggiatura a Kurt Luedtke
- 1987 - Premio BAFTA
  - Migliore sceneggiatura non originale a Kurt Luedtke
  - Migliore fotografia a David Watkin
  - Miglior sonoro a Tom McCarthy Jr., Peter Handford e Chris Jenkins
  - Candidatura per la miglior attrice protagonista a Meryl Streep
  - Candidatura per il miglior attore non protagonista a Klaus Maria Brandauer
  - Candidatura per i migliori costumi a Milena Canonero
  - Candidatura per la miglior colonna sonora a John Barry
- 1987 - Premio César
  - Candidatura per il miglior film straniero a Sydney Pollack
- 1986 - David di Donatello
  - Miglior film straniero a Sydney Pollack
  - Miglior attrice straniera a Meryl Streep
  - Candidatura per il miglior regista straniero a Sydney Pollack
  - Candidatura per il miglior attore straniero a Robert Redford
  - Candidatura per la miglior sceneggiatura straniera a Kurt Luedtke
  - Candidatura per il miglior produttore straniero a Sydney Pollack
- 1986 - Nastro d'argento
  - Regista del miglior film straniero a Sydney Pollack
  - Candidatura per la miglior attrice straniera a Meryl Streep
- 1986 - Ciak d'oro
  - Miglior film straniero[8]
- 1986 - Kansas City Film Critics Circle Awards
  - Miglior attrice protagonista a Meryl Streep
  - Miglior attore non protagonista a Klaus Maria Brandauer
- 1985 - National Board of Review Awards
  - Migliori dieci film
  - Miglior attore non protagonista a Klaus Maria Brandauer
- 1987 - Awards of the Japanese Academy
  - Candidatura per il miglior film straniero
- 1985 - Los Angeles Film Critics Association Awards
  - Miglior attrice protagonista a Meryl Streep
  - Miglior fotografia a David Watkin
  - Candidatura per il miglior film
- 1985 - New York Film Critics Circle Awards
  - Miglior attore non protagonista a Klaus Maria Brandauer
  - Miglior fotografia a David Watkin
  - Candidatura per il miglior film
  - Candidatura per la miglior attrice protagonista a Meryl Streep
- 1986 - Eddie Award
  - Candidatura per il miglior montaggio a Fredric Steinkamp, William Steinkamp, Pembroke J. Herring e Sheldon Kahn
- 1987 - BMI Film & TV Award
  - Miglior colonna sonora a John Barry
- 1986 - British Society of Cinematographers
  - Miglior fotografia a David Watkin
- 1986 - DGA Award
  - Candidatura per il miglior regista a Sydney Pollack
- 1987 - London Critics Circle Film Awards
  - Premio speciale a John Barry
- 1986 - National Society of Film Critics Awards
  - Candidatura per il miglior attore non protagonista a Klaus Maria Brandauer
- 1986 - WGA Award
  - Candidatura per la miglior sceneggiatura non originale a Kurt Luedtke
- 1986 - Golden Screen
  - Golden Screen Award
- 1986 - Sant Jordi Awards
  - Candidatura per la miglior attrice straniera a Meryl Streep